# Велика Біблія
Велика Біблія — перше офіційне видання Біблії англійською мовою, розпочате за наказом короля Англії Генріха VIII і призначене для читання вголос під час церковних служб Церкви Англії. Велика Біблія була підготовлена до видання Майлсом Ковердейл, які працювали під наглядом Томаса Кромвеля, секретаря Генріха VIII і головного вікарія. У 1538 році Кромвель віддав духовенству розпорядження забезпечити підготовку «Біблії англійською мовою в одній книзі цілковитого обсягу і розташувати її в таких зручних місцях в будівлях вищевказаної церкви, піклувальниками якої ви є, щоб ваші парафіяни могли без жодних труднощів вдаватися до неї і читати її».
Велика Біблія включає багато з Тіндейловской Біблії, але з переглядом фрагментів тексту, розцінений як невірні. Оскільки Біблія Тіндейла була неповною, Ковердейл перевів залишилися книги Старого Завіту і апокрифи з латинської Вульгати і німецьких перекладів, замість того щоб працювати з оригінальними грецькими, івритського і арамейською текстами. Хоча книга через свого великого розміру найчастіше іменується «Великий Біблією», вона відома під кількома іншими назвами: «Біблія Кромвеля», оскільки Томас Кромвель віддав наказ про її публікації; «Біблія Уітчёрча» на честь її першого англійського друкаря; «Прибита Біблія», так як вона прибивається до кафедр, щоб запобігти її викрадення з церкви. Її також називали «Біблією Кранмера», що було не зовсім правильно, оскільки Томас Кранмер не займався перекладом цього тексту Біблії, а його передмову вперше з'явилося тільки в другому її виданні.